# 黒手

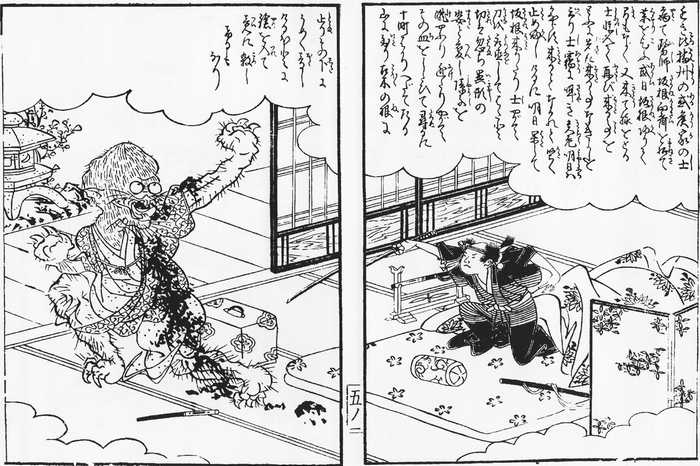
参考：速水春暁斎画『絵本小夜時雨』巻五より「播州士異獣を斬」

黒手（くろて）は能登（現在の石川県）戸板村に現れたとされる妖怪。浅香山井による江戸時代の随筆『四不語録』6巻「黒手切り」（くろてぎり）に記述がある。

## 概要
慶長年間のこと。笠松甚五兵衛という村人の家で、甚五兵衛の妻が便所に入ると何者かに尻を撫でられるという怪異が起きた。甚五兵衛は狐狸の仕業かと思い、刀を用意して便所に入ると、毛むくじゃらの手が出てきたため、これを刀で切り落とした。
そして数日後、妖怪が3人組の僧に化けて手を取り返しに来た。僧の正体を知らない甚五兵衛は、自宅に怪しい相があるといわれ、件の手を見せた。手を受け取った僧の1人が「これは人家の便所に住み着く黒手という物だ」と言った。さらに別の僧が手を受け取り「これはお前に斬られた我が手だ!」と叫び、九尺（約2.7メートル）もの丈のある正体を現し、手を奪って3人もろとも消え去った。
後日、甚五兵衛が夕方遅くに家への帰り道を歩いていたところ、突然空から衾のようなものが降りてきて彼を包み込み、6～7尺（約1.8～2.1メートル）も宙に持ち上げ、下に落とした。気づいたときには甚五兵衛の懐から、黒手を斬った刀が奪われていたという。
漫画家・水木しげるはこの妖怪を三本指で人間くらいの大きさの猿のような姿で描いている。ただしこの絵の元となったのは江戸時代の古書『絵本小夜時雨』巻五にある播州の奇談「播州士異獣を斬」であり、黒手とは異なる。